# نانایمو
نانایمو (به انگلیسی: Nanaimo) دومین شهر پرجمعیت جزیره ونکوور در استان بریتیش کلمبیای کانادا است.
جمعیت شهر نانایمو در سرشماری سال ۲۰۱۱ کانادا ۸۳۸۱۰ نفر بوده‌است.